# Басов Сергій Германович
Сергій Германович Басов (19 січня 1987, Арциз) — український футболіст, захисник українського клубу «Металург».

## Клубна кар'єра

### Початок кар'єри
Вихованець футбольних шкіл Запоріжжя.
Професійну кар'єру розпочав у друголіговому донецькому «Титані» за який виступав до літа 2009, поки клуб не було знято з другої ліги чемпіонату України.
Влітку 2009 року на правах вільного агента підписав контракт з новачком першої ліги кіровоградською «Зіркою», де провів один сезон. 

### Буковина
У 2010 році перейшов до складу ще одного новачка першої ліги «Буковини», в якій протягом двох сезонів був основним захисником команди. Відзначався голом у матчі з алчевською «Сталью». А потім забивав «Ниві», «Олімпіку» і «Металургу». У кубку відзначався голом і гольовою передачею в матчі з «Оболонью». А останній матч провів проти «Севастополя».

### Олександрія

#### Сезон 2012-2013
Влітку 2012 року перейшов до «Олександрії», що вилетіла з Прем'єр-ліги і втратила всіх своїх лідерів. Тому Басов швидко став в команді основним захисником. Дебютував у 2 турі в матчі проти «Нафтовика». Отримав жовту картку у матчі з «Севастополем». Відзначився гольовим пасом на 94 хвилині матчу з «Полтавою». Одразу у наступному турі теж віддав гольову передачу. У матчі з «Оболонью». Перше кіровоградське дербі зіграв у 16 турі чемпіонату. Цей матч з «Зіркою» закінчився з рахунком 1-1. Дебютним голом відзначився в матчі з «Динамо-2». Але на 86 хвилині отримав червону картку. Ще один гол забив у матчі з «Сумами». Останній матч у сезоні провів проти «Зірки». Матч закінчився з рахунком 1-4 на користь олександрійців.

#### Сезон 2013-2014
У кваліфікаційному матчі кубка проти «Олімпіка» отримав червону картку на 107 хвилині матчу. Але олександрійці перемогли. Відзначився гольовою передачею в матчі проти «Украгрокому». У 8 турі відзначився голом у ворота «Олімпіка». Потім отримував жовті картки отримував у матчах проти «Миколаєва», «Авангарду», «Сум» і «Десни». Останній матч в сезоні провів проти «Миколаєва».

#### Сезон 2014-2015
Почав сезон матчем з «Десною». У 19 турі забив перший гол у сезоні. Відзначився голом у ворота «Динамо-2». У 24 турі в матчі проти «Полтави» теж зумів уразити ворота суперника. Заробив за сезон 6 жовтих карток. Клуб Сергія посів 1 місце в чемпіонаті. Тому у наступному сезоні вони були повинні виступати у найвищому дивізіоні.

#### Сезон 2015-2016
У великому футболі дебютував у матчі проти донецького «Шахтаря». Клуб не дозволяв собі втрачати позиції і потрапити у зону вильоту. У принциповому дербі в кубковому матчі з «Зіркою» відзначився голом і гольовою передачею. В чвертьфіналі Кубка України забив гол у ворота «Динамо», подарувавши нічию олександрійцям і відправивши у запас Дерліса Гонсалеса. А в другому матчі олександрійці перемогли і вийшли до півфіналу. Там вони вибороли нічию у першому матчі з «Шахтарем». А потім вилетіли з турніру. Останній матч у сезоні провів проти «Ворскли».

## Досягнення

### Командні

#### Олександрія
- Переможець Першої ліги України: 2014-2015
- Півфіналіст Кубка України: 2015-2016